# Мајкл Скот
Мајкл Скот (енгл. Michael Scott; Индијанаполис, 13. март 1986) је бивши амерички кошаркаш. Играо је на позицији крила.

## Биографија
Запаженије кошаркашке кораке начинио је на Кент Стејт Универзитету који је похађао од 2004. до 2008, показујући одличне шутерске и скакачке способности.
Сениорску кошаркашку каријеру ипак отпочиње у Европи 2008. године и од тада по једну сезону проводи у Трабзонспору, Керменду и Гетингену. У сезони 2011/12. игра за Раднички из Крагујевца у којој приказује изузетно запажену игру током Јадранске лиге чији је био најбољи скакач са просеком од 6,59 скока по мечу, док је на листи најбољих стрелаца и најкориснијих играча заузео другу позицију. Као један од најбољих играча тог тима бива примећен од стране белгијског клуба Спироу Шарлроа који га и ангажује. Међутим, тамо се не задржава дуго и већ у октобру 2012. се враћа у Србију - овога пута као играч београдске Црвене звезде. У Звезди остаје до краја те сезоне и са њом осваја Куп Радивоја Кораћа 2013., чијег је финала био и најбољи стрелац са 20 постигнутих поена. У августу 2013. је постао играч француског ЕБ По-Лак-Ортеза. Међутим, напустио их је већ у децембру исте године, после слабих партија.

## Успеси

### Клупски
- Црвена звезда:
  - Куп Радивоја Кораћа (1): 2013.

### Појединачни
- Најбољи скакач Јадранске лиге (1): 2011/12.
- Најбољи стрелац финала Купа Радивоја Кораћа (1): 2013.